# Grygov
Grygov (en allemand : Grügau ; de 1939 à 1945 : Königswald) est une commune du district et de la région d'Olomouc, en République tchèque. Sa population s'élevait à 1 532 habitants en 2023.

## Géographie
Grygov se trouve à 8 km au sud-sud-est d'Olomouc, à 76 km à l'ouest-sud-ouest d'Ostrava et à 215 km à l'est-sud-est de Prague.
La commune est limitée par Velký Týnec au nord et au nord-est, par Krčmaň à l'est, par Majetín et Dub nad Moravou au sud, et par Charváty et Blatec à l'ouest.

## Histoire
La fondation de la localité date de 1306.

## Galerie

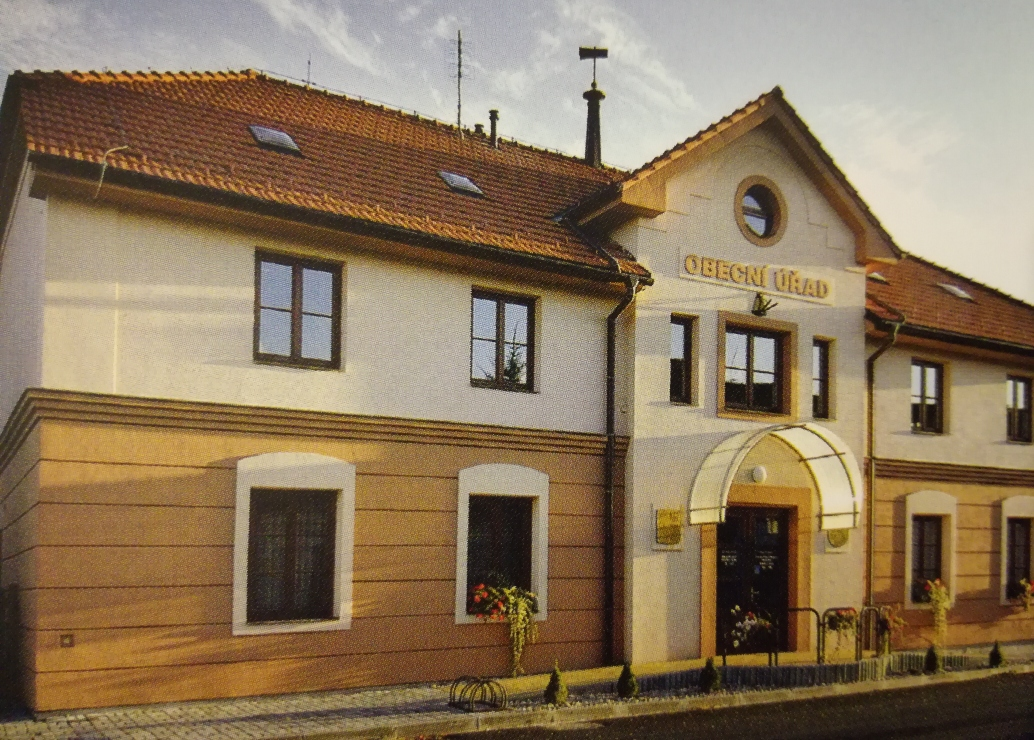
Grygov : la mairie.
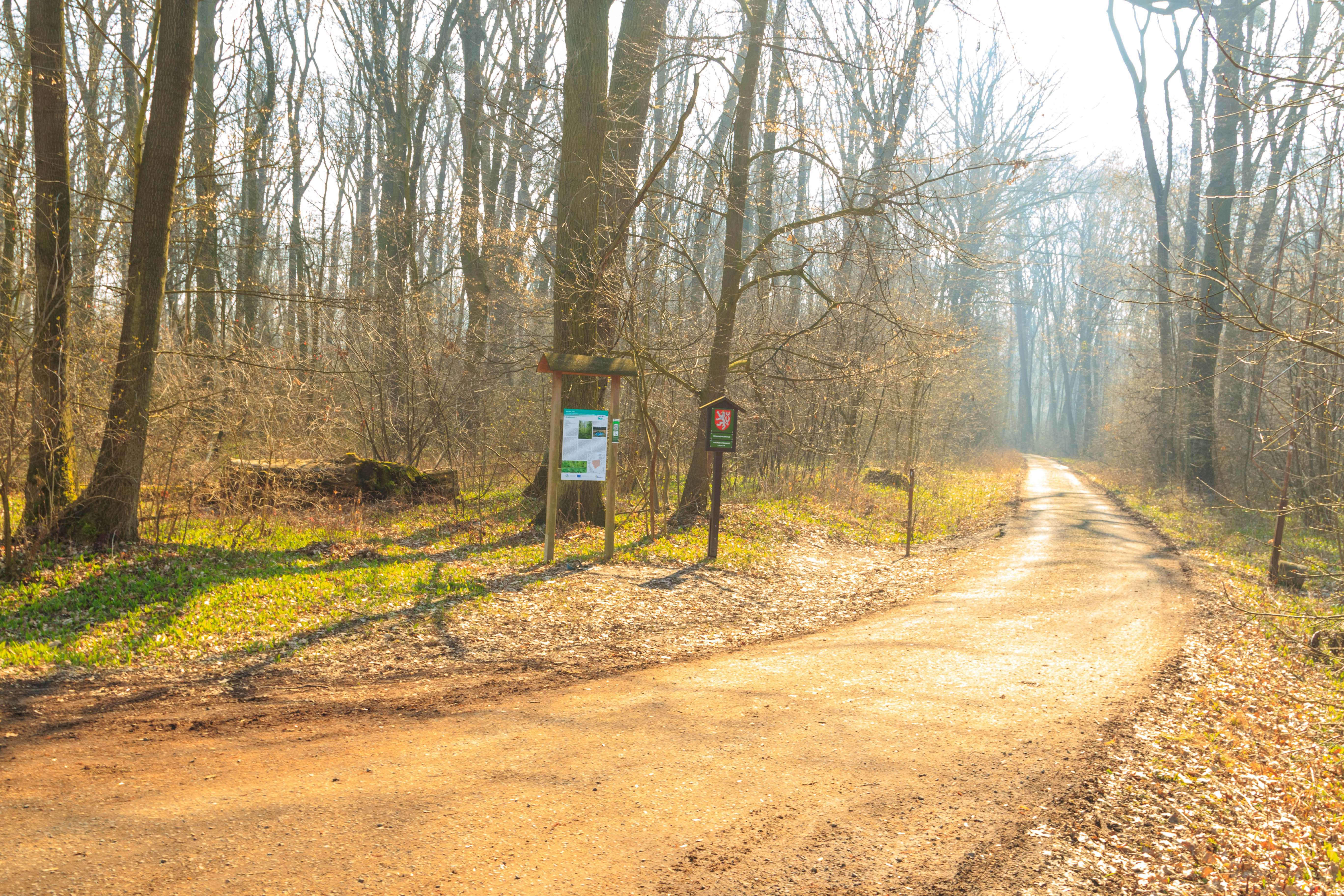
Zone naturelle protégée de Království.

## Transports
Par la route, Grygov se trouve à 13 km d'Olomouc et à 259 km de Prague.

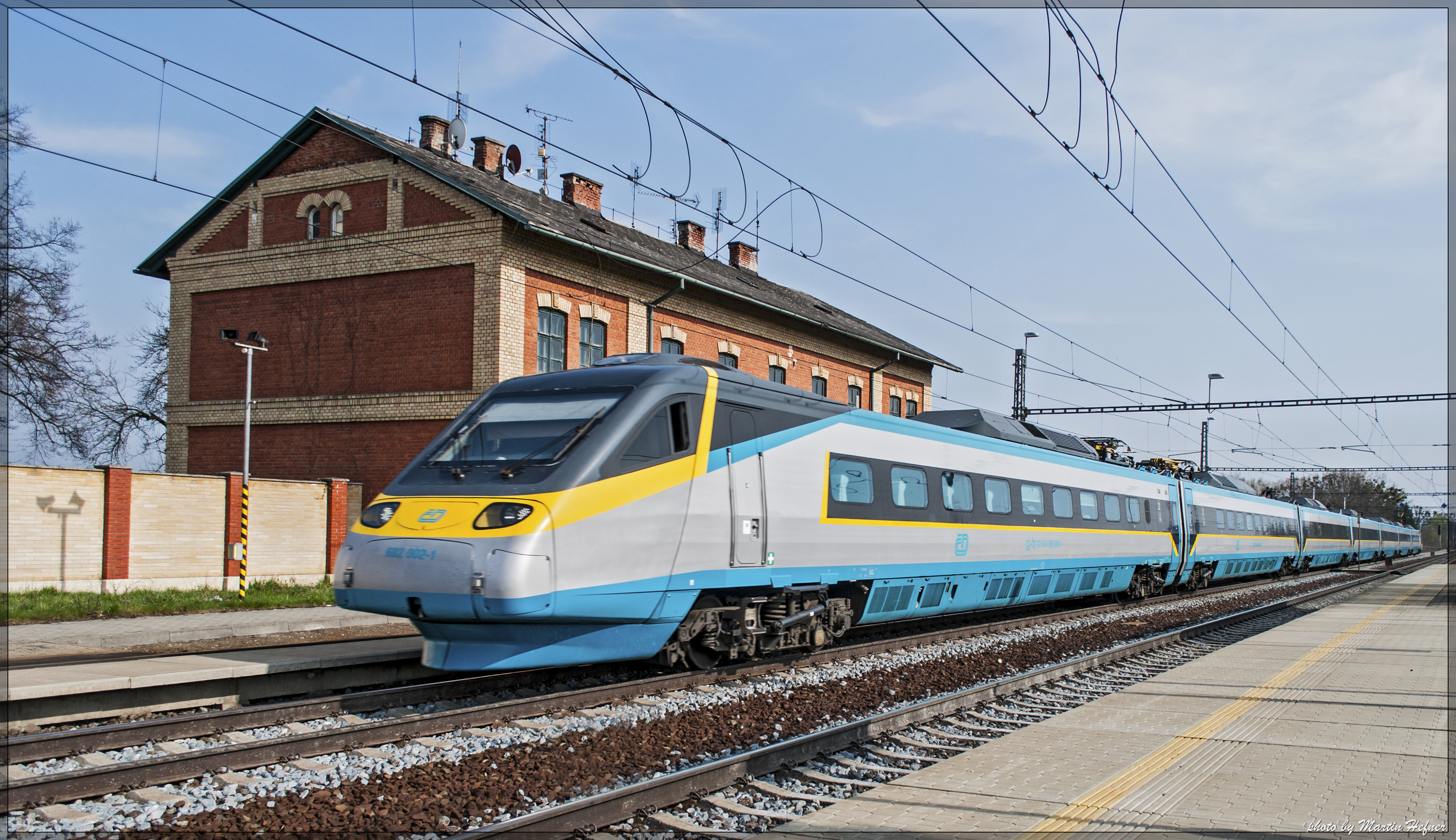
Train en gare de Grygov.